# Hernán Jasen
Hernán Emilio Jasen Cicarelli (Bahía Blanca, 4 febbraio 1978) è un ex cestista e dirigente sportivo argentino con cittadinanza italiana.

## Carriera
Con l'Argentina ha disputato i Giochi olimpici di Londra 2012, i Campionati mondiali del 2010 e due edizioni dei Campionati americani (2005, 2011).